# Great Waltham
Great Waltham är en by och en civil parish i Chelmsford i Storbritannien. Den ligger i grevskapet Essex och riksdelen England, i den sydöstra delen av landet, 50 km nordost om huvudstaden London. Det inkluderar Ford End, Howe Street, Littley Green, North End och Broads Green. Parish har 2 228 invånare (2001).